# Runji Gautampura
Runji Gautampura è una suddivisione dell'India, classificata come nagar panchayat, di 13.221 abitanti, situata nel distretto di Indore, nello stato federato del Madhya Pradesh. In base al numero di abitanti la città rientra nella classe IV (da 10.000 a 19.999 persone).

## Geografia fisica
La città è situata a 23° 00' 50 N e 75° 32' 51 E.

## Società

### Evoluzione demografica
Al censimento del 2001 la popolazione di Runji Gautampura assommava a 13.221 persone, delle quali 6.741 maschi e 6.480 femmine. I bambini di età inferiore o uguale ai sei anni assommavano a 2.100, dei quali 1.126 maschi e 974 femmine. Infine, coloro che erano in grado di saper almeno leggere e scrivere erano 7.674, dei quali 4.666 maschi e 3.008 femmine.